# 下江忍冬
下江忍冬（学名：Lonicera modesta）为忍冬科忍冬属的植物，为中国的特有植物。分布于中国大陆的安徽、江西、湖北、浙江、湖南等地，生长于海拔500米至1,300米的地区，常生于杂木林下或灌丛中，目前尚未由人工引种栽培。

## 别名
素忍冬（黄山植物的研究） 吉利子树（浙江天目山） 山钢盒（浙江天台）

## 异名
- Lonicera modesta Rehd. var. lushanensis Rehd.